# Maureen Jelagat Maiyo
Maureen Jelagat Maiyo (* 28. Mai 1985 in Kapsowar) ist eine kenianische Hürdenläuferin, die sich auf die 400-Meter-Distanz spezialisiert hat.

## Sportliche Laufbahn
Erste internationale Erfahrungen sammelte Maureen Jelagat Maiyo bei den Afrikameisterschaften 2010 in Nairobi, bei denen sie im 100-Meter-Hürdenlauf mit 15,02 s in der ersten Runde ausschied und über 400 Meter Hürden in 56,74 s die Bronzemedaille hinter der Marokkanerin Hayat Lambarki und Muizat Ajoke Odumosu aus Nigeria gewann. Zudem gewann sie mit der kenianischen 4-mal-400-Meter-Staffel in 3:35,12 min die Silbermedaille hinter Nigeria. Anschließend gelangte sie bei den Commonwealth Games in Neu-Delhi bis in das Finale, in dem sie aber disqualifiziert wurde. Mit der Staffel konnte sie sich in 3:39,96 min nicht für das Finale qualifizieren. Im Jahr darauf nahm sie erstmals an den Afrikaspielen in Maputo teil und wurde dort in 57,49 s Vierte. 2012 erreichte sie bei den Afrikameisterschaften in Porto-Novo in 56,79 s bzw. 3:35,06 min jeweils den sechsten Platz im Hürdenlauf sowie mit der kenianischen Stafette. Mit ihren Leistungen qualifizierte sie sich auch für die Olympischen Spiele in London, bei denen sie mit 62,16 s im Vorlauf ausschied.
2013 nahm sie im 400-Meter-Lauf an den Weltmeisterschaften in Moskau teil und wurde dort in der ersten Runde disqualifiziert. Im Jahr darauf gelangte sie bei den Commonwealth Games in Glasgow über 400 Meter bis in das Halbfinale, in dem sie mit 52,97 s ausschied. Bei den Afrikameisterschaften in Marrakesch wurde sie in 52,96 s Fünfte über 400 Meter und gewann mit der Staffel in 3:32,26 min die Silbermedaille hinter Nigeria. Auch 2015 qualifizierte sie sich über 400 Meter für die Weltmeisterschaften in Peking, bei denen sie mit 51,92 s im Halbfinale ausschied. 2016 gewann sie bei den Afrikameisterschaften in Durban in 56,12 s die Silbermedaille hinter der Südafrikanerin Wenda Nel sowie in 3:30,21 min die Bronzemedaille mit der Staffel hinter Südafrika und Nigeria. Damit qualifizierte sie sich erneut für die Olympischen Spiele in Rio de Janeiro, bei denen sie mit 57,97 s im Vorlauf ausschied. 2018 nahm sie erneut an den Commonwealth Games im australischen Gold Coast teil und schied dort mit 57,66 s in der ersten Runde aus. Im August gewann sie bei den Afrikameisterschaften in Asaba in 3:35,45 min die Silbermedaille mit der Staffel hinter Nigeria und wurde im Hürdenlauf in 57,27 s Vierte. Nach der Disqualifikation der ursprünglichen Siegerin Glory Onome Nathaniel wurde Maiyo die Bronzemedaille zuerkannt.
2011 und 2012 sowie 2017 und 2018 wurde Maiyo kenianische Meisterin im 400-Meter-Hürdenlauf. Über die flache Distanz sicherte sie sich die Meistertitel 2013 und 2014.

## Persönliche Bestzeiten
- 400 Meter: 51,40 s, 24. August 2015 in Peking
- 100 m Hürden: 15,02 s (−1,5 m/s), 28. Juli 2010 in Nairobi
- 400 m Hürden: 56,12 s, 26. Juni 2016 in Durban